# Dieter M. Gräf
Dieter M. Gräf (* 24. November 1960 in Ludwigshafen am Rhein) ist ein deutscher Schriftsteller.

## Leben und Werk
Gräf ist der Sohn eines Maschineneinstellers und einer Versicherungsangestellten. Nach dem Gymnasium studierte er Germanistik, Politikwissenschaft und Philosophie an der Universität Mannheim. Parallel dazu war er als Journalist tätig und arbeitete gemeinsam mit Performancekünstlern, Musikern und Schauspielern an intermedialen Projekten mit. Ab 1991 lebte er in Köln, hielt sich jedoch häufig zu Arbeitsaufenthalten u. a. in den Niederlanden, Schottland, den Vereinigten Staaten und in Indien auf. Seine Polemik über den angeblichen Niedergang der Kölner Literaturszene, mit der Gräf im Jahre 2005 seinen Umzug nach Berlin begründete, löste eine lebhafte Debatte unter Kölner Autoren aus. 
In seiner Berliner Zeit nahm er Residenzaufenthalte u. a. in Polen, Italien, China, Japan und der Türkei wahr. Seit 2014 nähert sich Gräf verstärkt der Bildenden Kunst und zeigt auch Ausstellungen; seinen Ansatz, der Texte, Fotos und weitere visuelle Ausdrucksformen verbindet, nennt er „Hybride Poesie“.
Dieter M. Gräf, der seit seiner Schulzeit Gedichte schreibt, ist in erster Linie Verfasser hochartifizieller lyrischer Texte mit gesellschaftlicher Relevanz. „Seine Gedichtbände“, fasst das Kritische Lexikon zur deutschsprachigen Gegenwartsliteratur zusammen, „sind keine Sammlungen disparater Texte, sondern komplex gebaute, sorgfältig komponierte Forschungsberichte über die Erscheinungsformen des Wirklichen und die Vorstellungen, die sich mit ihnen verbinden [...]. Die Gedichte entwickeln von Band zu Band als lyrische Essays seine Themeninteressen weiter und begleiten als Bestandsaufnahmen eigener Erfahrung die individuelle biografische Entwicklung des Autors, zugleich reflektieren sie den aktuellsten Stand der poetischen Mittel ihrer Zeit.“ In einer Laudatio befand Thomas Lehr: „Gräf bewegt sich global, aber immer doch entlang der historischen Wirbelsäule der Deutschen. Er sucht in den Wurzelkanälen, an den neuralgischen Punkten, an denen die Schlüsselsymbole unserer Nationalgeschichte gelagert sind“. Michael Braun fasste die Herangehensweise des Autors in einer Rezension für die Frankfurter Rundschau wie folgt zusammen: „Gräf webt aus zeitgeschichtlichen Stoffen komplexe Texturen, die sich manchmal als düsteres Echo aus Bekenntnissen der porträtierten Figuren ausweisen. In einigen besonders finsteren Gedichten löst sich das Gedicht aus den vertrauten Formen und geht über in ein traumversunkenes Murmeln, ein litaneihaftes Repetieren von magischen Formeln.“
Seit 1996 ist er Mitglied des PEN-Zentrums Deutschland, 2012/13 unterrichtete er als Gastprofessor am Deutschen Literaturinstitut in Leipzig.

## Stipendien und Auszeichnungen
- 1992: Förderpreis für junge Künstler des Landes Rheinland-Pfalz
- 1993: Förderpreis zum Leonce-und-Lena-Preis der Stadt Darmstadt
- 1994: Förderpreis des Landes Nordrhein-Westfalen für junge Künstlerinnen und Künstler
- 1994: Buch des Jahres (Rheinland-Pfalz)
- 1995: Joseph-Breitbach-Preis des Landes Rheinland-Pfalz und des Südwestfunks
- 1995: Rolf-Dieter-Brinkmann-Stipendium der Stadt Köln
- 1996: Fördergabe des Pfalzpreises für Literatur
- 1997: Leonce-und-Lena-Preis der Stadt Darmstadt
- 1999: Stipendium der Villa Aurora in Los Angeles
- 2002: Buch des Jahres (Rheinland-Pfalz)
- 2004: Stipendium der Villa Massimo in Rom (Rom-Preis)
- 2005: Stipendium Deutsches Haus at NYU, New York
- 2006: Pfalzpreis für Literatur
- 2007/08 und 2018/19: Werkstipendium des Deutschen Literaturfonds
- 2009: Martha-Saalfeld-Förderpreis
- 2009: Stipendium Villa Decius, Krakau
- 2014: Literaturstipendium der Stiftung Preußische Seehandlung
- 2017: Stipendium Deutsches Studienzentrum Venedig
- 2017: Stipendium Villa Kamogawa, Kyōto
- 2017 und 2023: Arbeitsstipendium des Berliner Senats
- 2021: Stipendium Kulturakademie Tarabya, Istanbul
- 2021: Recherchestipendium des Berliner Senats

## Werke
- mein vaterland, gedichte. Gestaltung: Dieter Wagner. Edition Dieter Wagner, Berlin 1985
- niederLande, spät, Ludwigshafen am Rhein 1987 (zusammen mit Günther Wilhelm)
- Beine hoch Amerika, Hörtext. Gestaltung: Dieter Wagner. Edition Dieter Wagner, Berlin 1988
- Aus-Schnitt, Gedichte. Gestaltung: Doris Peußner. Unica T, Offenbach am Main 1989
- Vorwerk. Gestaltung: Doris und Dieter Sdun. Schierlingspresse, Dreieich 1991
- Oben Ode. In: Rötzer (zusammen mit thomas gruber). Gestaltung: Doris und Dieter Sdun. Schierlingspresse, Dreieich 1994
- Rauschstudie: Vater + Sohn. Gedichte. Suhrkamp, Frankfurt am Main 1994 (=edition suhrkamp NF 888)
- Treibender Kopf, Gedichte. Suhrkamp, Frankfurt am Main 1997
- Westrand, Gedichte. Suhrkamp, Frankfurt am Main 2002
- Tousled Beauty. Translated from the German by Andrew Shields. Green Integer, København & Los Angeles 2005 (bilingual)
- Tussi Research. Translated from the German by Andrew Shields. Green Integer, København & Los Angeles 2007 (bilingual)
- Buch Vier, Gedichte. Frankfurter Verlagsanstalt, Frankfurt am Main 2008
- Die große Chance / Maudach-in-Peking, Berlin 2017 (zusammen mit Nina Zlonicky)
- Falsches Rot, Gedichte und Fotos. Brueterich Press, Berlin 2018
- Versetzung des Hirschs in die Dose. Frühe Gedichte in Neufassung. Moloko Print, o. O. 2022
- Im Coronamärz ging ich zur Bäckerei, zum Supermarkt, ums Karree & fotografierte dies, im April dito. Moloko Print, o. O. 2023
- C-Zeit. Arbeitsbuch März 2020-März 2023. Anmerkungen, Fotos, Gedichte, Aufsätze. Moloko Print, o. O. 2023

## Ausstellungskataloge
- Tussirecherche. Wilhelm-Hack-Museum Ludwigshafen am Rhein / Kunsthaus Dresden. Wunderhorn, Heidelberg 2000 (zusammen mit Margret Eicher)
- Die große Chance / The Big Chance. Three Shadows Photography Art Centre, Peking 2014

## Herausgeberschaft
- zuckungsbringer. neue Literatur rhein-neckar.  Flugasche, Stuttgart 1990
- ‘geplünderte räume’. neue kölner texte. Schierlingspresse, Dreieich 1994 (=schischyphusch nummer 4)
- Das leuchtende Buch. Die Welt als Wunder im Gedicht. Insel, Frankfurt am Main [u. a.] 2004
- Die Reihe Kunst zu Texten I-V, Darling Publications, Köln [u. a.] 2004
- Renate von Mangoldt: Autoren. Fotografien 1963–2012. Steidl, Göttingen 2013 (Konzept zusammen mit R. v. Mangoldt)
- Rainer René Mueller: POÈMES – POËTRA. Ausgewählte Gedichte 1981–2013. roughbooks, Solothurn  [u. a.] 2015